# Sciaphila secundiflora
Sciaphila secundiflora là một loài thực vật có hoa trong họ Triuridaceae. Loài này được Thwaites ex Benth. miêu tả khoa học đầu tiên năm 1855.